# Pterolophia tengahensis
Pterolophia tengahensis là một loài bọ cánh cứng trong họ Cerambycidae.